# Johannes Zellweger-Hirzel

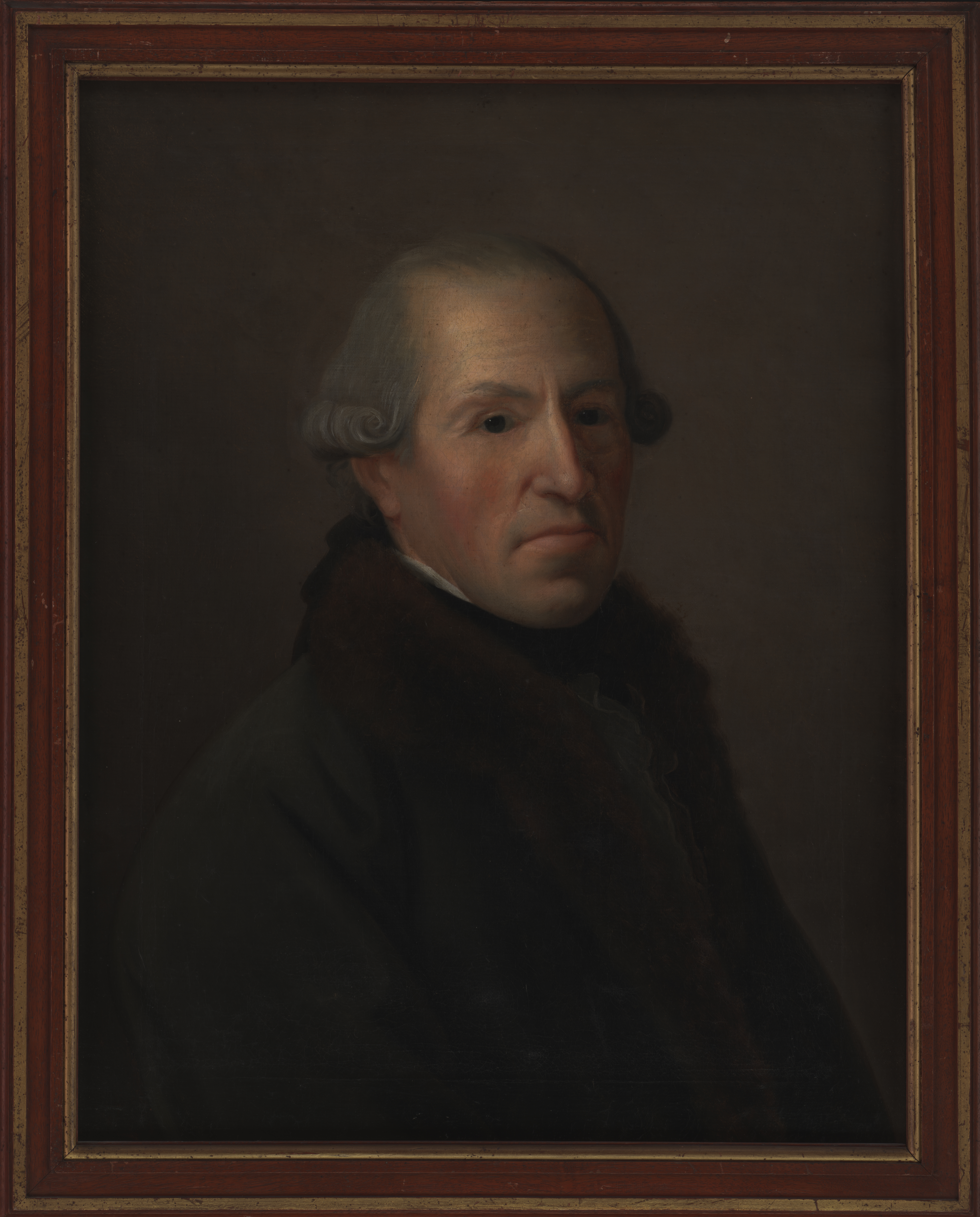
Johannes Zellweger-Hirzel, gemalt von Felix Maria Diogg, Öl auf Leinwand, 1794

Johannes Zellweger-Hirzel (* 6. Dezember 1730 in Trogen; † 21. Februar 1802 ebenda; heimatberechtigt in Trogen) war ein Schweizer Kaufmann, Textilunternehmer, Ratsherr, Gemeindeschreiber und Landesfähnrich aus dem Kanton Appenzell Ausserrhoden.

## Leben
Johannes Zellweger-Hirzel war ein Sohn von Johannes Zellweger. Er heiratete Barbara Schiess, Tochter des Johann Ulrich Schiess. Eine zweite Ehe ging er mit Anna Hirzel, Tochter des Hans Caspar Hirzel, Statthalter, ein. Er war der Schwager von Hans Caspar Hirzel und Salomon Hirzel.
Bis um 1753 absolvierte er eine kaufmännische Ausbildung im väterlichen Handelshaus in Lyon. Ab 1755 war er mit seinem Bruder Jakob Zellweger Teilhaber der Gebrüder Zellweger & Compagnie in Trogen, Lyon und Genua. Von 1758 bis 1760 amtierte er als Ratsherr und Gemeindeschreiber in Trogen. Im Jahr 1760 war er Quartierhauptmann und von 1766 bis 1667 Ausserrhoder Landesfähnrich. 1774 trennte er sich vom Bruder und gründete die Firma Zellweger Vater & Compagnie in Trogen, Lyon und Genua. Ab 1789 bis 1795 war er Teilhaber am Handelshaus Johannes Walser & Compagnie in Herisau. In den 1790er Jahren beteiligte Zellweger seine Söhne Jakob Zellweger und Johann Caspar Zellweger an der eigenen Firma. Diese wurde in Zellweger & Compagnie umbenannt. Die Jahre 1798 bis 1799 verbrachte er aus politischen Gründen im Exil in Bregenz.
Zellweger gehörte zu den reichsten Schweizern. Er repräsentierte die Handelsdynastie der Zellweger auf ihrem Höhepunkt. Ab 1764 war er Mitglied und 1776 Präsident der Helvetischen Gesellschaft.